# 北部省圣雷米
北部省圣雷米（法語：Saint-Remy-du-Nord）是法国上法兰西大区北部省的一个市镇，位于该省东部，属于埃尔普河畔阿韦讷区。该市镇2009年时的人口为1,115人。

## 人口
北部省圣雷米人口变化图示
| 数据来源：INSEE |